# 塞尔希奥·科里诺
塞尔希奥·科里诺（西班牙語：Sergio Corino，1974年10月10日—），西班牙男子足球运动员，司职后卫。他曾代表西班牙国奥队参加1996年夏季奥林匹克运动会足球比赛，获得第六名。